# Synagoga Izraela Sendrowicza w Łodzi
Synagoga Izraela Sendrowicza w Łodzi – prywatny dom modlitwy znajdujący się w Łodzi przy ulicy Południowej 2, obecnie ulica Rewolucji 1905 roku.
Synagoga została zbudowana w 1895 roku z inicjatywy Izraela Sendrowicza. Mogła ona pomieścić 30 osób. Podczas II wojny światowej hitlerowcy zdewastowali synagogę.